# Giorgio Cecchinel
Giorgio Cecchinel, né le 24 juin 1989 à Vittorio Veneto, est un coureur cycliste italien.

## Palmarès
- 2007
  - Giro della Lunigiana :
    - Classement général
    - 3e étape

  - 2e du Gran Premio Sportivi di Sovilla
- 2008
  - 3e du Trophée de la ville de San Vendemiano
- 2009
  - 3e de la Coppa Collecchio
- 2010
  - Targa d’Oro Città di Legnano
- 2011
  - 3e du Gran Premio Comune di Cerreto Guidi
- 2013
  - Coppa San Sabino
  - Trofeo SS Addolorata
  - 3e du Giro delle Valli Cuneesi
  - 3e du Trophée international Bastianelli

## Résultats sur les grands tours

### Tour d'Italie
- 2014 : non-partant (6e étape)

## Classements mondiaux
| Année           | 2008 | 2009 | 2010 | 2011 | 2012 | 2013 |
| --------------- | ---- | ---- | ---- | ---- | ---- | ---- |
| UCI Europe Tour | 525e |      |      |      |      | 571e |